# Vladislav Gussev
Vladislav Gussev (Tartu, 26 agosto 1986) è un ex calciatore estone, di ruolo attaccante.

## Carriera

### Club
Ha giocato nella massima serie estone. In carriera ha giocato complessivamente 5 partite nelle competizioni UEFA per club: una partita in Intertoto, 2 nei turni preliminari di Champions League e 2 nei turni preliminari di Europa League.

### Nazionale
Ha giocato nelle nazionali giovanili estoni Under-17, Under-19 ed Under-21.
Nel 2006 ha giocato due partite con la nazionale estone.

## Statistiche

### Cronologia presenze e reti in nazionale
| Cronologia completa delle presenze e delle reti in nazionale ― Estonia | Cronologia completa delle presenze e delle reti in nazionale ― Estonia | Cronologia completa delle presenze e delle reti in nazionale ― Estonia | Cronologia completa delle presenze e delle reti in nazionale ― Estonia | Cronologia completa delle presenze e delle reti in nazionale ― Estonia | Cronologia completa delle presenze e delle reti in nazionale ― Estonia | Cronologia completa delle presenze e delle reti in nazionale ― Estonia | Cronologia completa delle presenze e delle reti in nazionale ― Estonia |
| Data                                                                   | Città                                                                  | In casa                                                                | Risultato                                                              | Ospiti                                                                 | Competizione                                                           | Reti                                                                   | Note                                                                   |
| ---------------------------------------------------------------------- | ---------------------------------------------------------------------- | ---------------------------------------------------------------------- | ---------------------------------------------------------------------- | ---------------------------------------------------------------------- | ---------------------------------------------------------------------- | ---------------------------------------------------------------------- | ---------------------------------------------------------------------- |
| 28-5-2006                                                              | Amburgo                                                                | Turchia                                                                | 1 – 1                                                                  | Estonia                                                                | Amichevole                                                             | -                                                                      | 80’                                                                    |
| 11-10-2006                                                             | San Pietroburgo                                                        | Russia                                                                 | 2 – 0                                                                  | Estonia                                                                | Qual. Euro 2008                                                        | -                                                                      | 81’                                                                    |
| Totale                                                                 |                                                                        | Presenze                                                               | 2                                                                      |                                                                        | Reti                                                                   | 0                                                                      |                                                                        |

## Palmarès

### Club

#### Competizioni nazionali
- Campionato estone: 1

TVMK Tallinn: 2005
- Coppa di Estonia: 1

TVMK Tallinn: 2005-2006
- Supercoppa d'Estonia: 2

TVMK Tallinn: 2005, 2006